# Voghera
Voghera (latin: Iria) är den tredje största kommunen i provinsen Pavia, i regionen Lombardiet. Kommunen hade 39 365 invånare (2018) och gränsar till kommunerna Casei Gerola, Cervesina, Codevilla, Corana, Lungavilla, Montebello della Battaglia, Pancarana, Pizzale, Pontecurone, Retorbido, Rivanazzano Terme samt Silvano Pietra.